# Juan Carlos Gafo Acevedo
Juan Carlos Gafo Acevedo (Madrid, 2 de febrer de 1963) és un diplomàtic i militar espanyol.
Llicenciat en Dret i Tinent del Cos Jurídic de l'Armada, va ingressar en 1991 en la Carrera Diplomàtica. Ha estat destinat en les Representacions Diplomàtiques Espanyoles en Jerusalem, Iran i l'Argentina. Ha estat Director d'Organismes Humanitaris en l'Oficina de Drets Humans de la Secretaria General de Política Exterior i al juliol de 2003 va ser nomenat Sotsdirector General de Programes i Convenis Culturals i Científics del Ministeri d'Afers exteriors. Des d'abril de 2004 a setembre de 2008 va ser Director del Departament de Protocol de la Presidència del Govern. Va ser Ambaixador d'Espanya al Líban entre gener de 2009 i juliol de 2012. Posteriorment va ser vocal assessor en la Direcció general de Mitjans i Diplomàcia Pública del Ministeri d'Afers Exteriors.
Entre octubre de 2012 i juliol de 2013 va ocupar el lloc de Director Adjunt de l'Oficina de l'Alt Comissionat del Govern per la Marca Espanya. Va dimitir després d'un tuit ofensiu anticatalà, del que immediatament va demanar disculpes. Des de juliol de 2013 a agost de 2014 va passar a ocupar el lloc de Vocal Assessor en la Direcció general de Relacions Econòmiques Internacionals del Ministeri d'Afers exteriors. L'agost de 2014 Cònsol General d'Espanya a Melbourne, càrrec que va ocupar fins al 19 d'abril de 2018 quan fou nomenat cònsol a Zuric.